# Дардамты (село)
Дардамты (каз. Дардамты) — село в Уйгурском районе Алматинской области Казахстана. Административный центр Дардамтинского сельского округа. Находится примерно в 48 км к востоку-юго-востоку (ESE) от села Чунджа, административного центра района, на высоте 1180 метров над уровнем моря. Код КАТО — 196643100.

## Население
В 1999 году численность населения села составляла 1324 человек (662 мужчины и 662 женщины). По данным переписи 2009 года, в селе проживало 1444 человека (739 мужчин и 705 женщин).

## Достопримечательности
Сотни петроглифов с изображениями горных козлов находятся на левом берегу реки Дардамты в ущелье Тамгулукташ (Тамгалы Тас?)[уточнить] на юго-западе от села.